# Проспект Победы (Вологда)
Проспе́кт Побе́ды — проспект в Вологде. Начинается от памятника В. И. Ленину на площади Свободы и пролегает до железной дороги на Архангельск.

## История
Был образован из трёх улиц: Гостинодворской, Громовской и Константиновской.

## Здания и сооружения

### По нечётной стороне
| Логотип конкурса «Вики любит памятники» | Объект культурного наследия: № 3500000847 |

| Логотип конкурса «Вики любит памятники» | Объект культурного наследия: № 3500000849 |

| Логотип конкурса «Вики любит памятники» | Объект культурного наследия: № 3500000851 |

| Логотип конкурса «Вики любит памятники» | Объект культурного наследия: № 3500000850 |

| Логотип конкурса «Вики любит памятники» | Объект культурного наследия: № 3500000854 |

| Логотип конкурса «Вики любит памятники» | Объект культурного наследия: № 3500000869 |

### По чётной стороне
| Логотип конкурса «Вики любит памятники» | Объект культурного наследия: № 3500000848 |

| Логотип конкурса «Вики любит памятники» | Объект культурного наследия: № 3500002664 |

| Логотип конкурса «Вики любит памятники» | Объект культурного наследия: № 3500002663 |

| Логотип конкурса «Вики любит памятники» | Объект культурного наследия: № 3500000852 |

| Логотип конкурса «Вики любит памятники» | Объект культурного наследия: № 3500000853 |

| Логотип конкурса «Вики любит памятники» | Объект культурного наследия: № 3500089000 |

| Логотип конкурса «Вики любит памятники» | Объект культурного наследия: № 3500090000 |